# Fede Álvarez
Fede Álvarez, właśc. Federico Javier Álvarez Mattos (ur. 9 lutego 1978 w Montevideo) – urugwajski reżyser, scenarzysta i producent filmowy. Wyreżyserował takie filmy jak: Martwe zło, Nie oddychaj oraz Obcy: Romulus.

## Kariera
W 2001 roku wyreżyserował debiutancki krótkometrażowy film Los Pocillos. Kolejnymi projektami były również krótkometrażowe El Último Alevare (2003) oraz El Cojonudo (2005), które pozwoliły mu zbudować portfolio i zdobyć pierwsze doświadczenia operatorskie.
W 2009 roku zyskał światowy rozgłos dzięki filmowi Ataque de Pánico!, opublikowanemu w serwisie YouTube. Wcześniej film miał premierę podczas międzynarodowego festiwalu filmowego Buenos Aires Rojo Sangre. Przy budżecie wynoszącym około 300 dolarów, produkcja zebrała ponad 7 milionów wyświetleń, co zaowocowało podpisaniem umowy z wytwórnią Ghost House Pictures na reżyserię filmu science fiction. 
Jego pierwszym projektem był jednak remake filmu Martwe zło. Po premierze Álvarez przyznał, że „miał pokusę, by zaangażować się w wielkie franczyzy”, ale zamiast tego wyreżyserował stosunkowo niskobudżetowy horror Nie oddychaj, który spotkał się z pozytywnym odbiorem.
W 2017 roku nawiązał współpracę z wytwórnią Good Universe w celu założenia własnej firmy produkcyjnej Bad Hombre.
Latem 2024 roku został członkiem Amerykańska Akademia Sztuki i Wiedzy Filmowej.

## Filmografia

### Filmy krótkometrażowe
- 2001: Los Pocillos
- 2003: El Último Alevare
- 2005: El Cojonudo
- 2009: Ataque de pánico!

### Filmy fabularne
- 2013: Martwe zło (Evil Dead)
- 2016: Nie oddychaj (Don't Breathe)
- 2018: Dziewczyna w sieci pająka (The Girl in the Spider's Web)
- 2024: Obcy: Romulus (Alien: Romulus)

### Seriale
- 2014:  Od zmierzchu do świtu (From Dusk till Dawn: The Series)
- 2021: Połączenie oczekujące (Calls)